# Krefeld-Oppum
Krefeld-Oppum – stacja kolejowa w Krefeld, w kraju związkowym Nadrenia Północna-Westfalia, w Niemczech. Znajdują się tu 3 perony.